# Saturnino Osorio
Saturnino Baltazar Osorio Zapata (San Salvador; 6 de enero de 1945-Mejicanos; 1980) fue un jugador de fútbol salvadoreño.

## Trayectoria
Ninón, como lo apodaban a él, jugó para el Águila de 1964 a 1970, luego con el Alianza de 1970 a 1974, posteriormente con el  Platense Municipal de 1974 a 1975. Volvió con Águila por un año y con el Alianza en ese año 1976 hasta su muerte en 1980.

## Selección nacional
Representó a su país en tres partidos de clasificación para la Copa Mundial de la FIFA 1970 y ya estando en el Mundial en México.

### Participaciones en Copas del Mundo
| Mundial                        | Sede   | Resultado    |
| ------------------------------ | ------ | ------------ |
| Copa Mundial de Fútbol de 1970 | México | Primera fase |

## Clubes
| Club               | País        | Año       |
| ------------------ | ----------- | --------- |
| Águila             | El Salvador | 1964-1970 |
| Alianza            | El Salvador | 1970-1974 |
| Platense Municipal | El Salvador | 1974-1975 |
| Águila             | El Salvador | 1975-1976 |
| Alianza            | El Salvador | 1976-1980 |

## Palmarés

### Títulos nacionales
| Título           | Equipo             | País        | Año     |
| ---------------- | ------------------ | ----------- | ------- |
| Primera División | Platense Municipal | El Salvador | 1974-75 |
| Primera División | Águila             | El Salvador | 1975-76 |

### Títulos internacionales
| Título                           | Equipo             | País        | Año  |
| -------------------------------- | ------------------ | ----------- | ---- |
| Copa Fraternidad Centroamericana | Platense Municipal | El Salvador | 1975 |